# Gerda Neumann
Gerda Neumann (14. december 1915 i København – 26. januar 1947 i København) var en dansk skuespillerinde og sangerinde. Hun var datter af kapelmester Holger Prehn og skuespillerinden Astrid Neumann.
Hun begyndte at optræde som sangerinde sammen med sin yngre bror Ulrik Neumann i 1933. Hendes mand Jens Dennow skaffede parret engagementer i udlandet og gjorde dem internationalt kendte.
Gerda Neumann omkom ved en flyulykke i Kastrup Lufthavn, hvor også hendes mand, Ulrik Neumanns 3-årige nevø (på konens side), Grace Moore og Arveprins Gustav Adolf af Sverige, omkom.

## Filmografi
- Sol over Danmark – 1936
- En ganske almindelig pige – 1940
- Frøken Vildkat – 1942
- Op med humøret – 1943
- Mens sagføreren sover – 1945
- Når katten er ude – 1947